# Ам-Гросен-Брух
Ам-Гросен-Брух (нем. Am Großen Bruch) — община в Германии, в земле Саксония-Анхальт.
Входит в состав района Бёрде. Подчиняется управлению Вестлихе Бёрде.  Население составляет 2321 человек (на 31 декабря 2010 года). Занимает площадь 33,94 км².
Коммуна подразделяется на 4 сельских округа.